# Deez Nuts (groupe)
Pour les articles homonymes, voir Deez Nuts.
Deez Nuts est un groupe australien de punk hardcore, originaire de Melbourne, Victoria. Le groupe est formé en 2007 et est influencé par le punk hardcore et le hip-hop. Il se compose actuellement du chanteur JJ Peters, du guitariste Matt Rogers alias Real Bad, et du batteur Alex Salinger.

## Histoire
Deez Nuts est formé en 2007 après la séparation du groupe australien de metalcore I Killed the Prom Queen, duquel JJ Peters était le batteur. Après avoir été fortement influencé par les styles musicaux hip-hop et punk hardcore, Peters décide de commencer Deez Nuts. Après avoir écrit quelques chansons, il est entré en studio pour enregistrer la démo Deez Nuts de 2007 en jouant de tous les instruments et de la voix.
Après une courte pause, le groupe part pour une tournée australienne Boys of Summer Tour en janvier 2008 avec Silverstein, aux côtés de Set Your Goals, the Amity Affliction et Capeside. La tournée est un énorme succès pour le groupe, qui devenait de plus en plus important au sein de la communauté hardcore australienne. Peu après le Boys of Summer Tour, Peters commence à écrire le prochain album du groupe.
Peters met Deez Nuts en pause pour les mois de mai et juin 2008, afin de se concentrer sur son engagement dans la tournée d'adieu de I Killed the Prom Queen. La tournée Say Goodbye Tour de I Killed the Prom Queen a lieu en mai et juin 2008 avec la plupart des spectacles à guichets fermés presque immédiatement. Les premières parties de la tournée étaient Bring Me the Horizon, The Red Shore, The Ghost Inside et un groupe local dans chaque ville où il jouait. Après la tournée, Peters continue à écrire pour le premier album de Deez Nuts.
Le premier album de Deez Nuts est enregistré par Roman Koester du Red Shore aux Complex Studios en août 2008. Après l'enregistrement, Deez Nuts entame une tournée en Australie en septembre 2008, rejoint par Confession, le nouveau groupe de Michael Crafter, ancien disciple de I Killed the Prom Queen. En octobre, Deez Nuts est invité à faire une tournée européenne avec le groupe anglais de deathcore Bring Me the Horizon, ainsi que ses amis The Red Shore et Ignominious Incarceration. Pendant cette tournée européenne, le premier album de Deez Nuts, Stay True, sort le 4 octobre 2008 en Australie par Stomp Entertainment. Après son retour d'Europe, Deez Nuts commence à planifier une tournée nationale australienne en soutien à Stay True. Le Stay True Tour se déroule de janvier à février 2009, avec la participation du rappeur Louie Knuxx.
Deez Nuts sort son deuxième album studio, This One's for You, le 21 mai 2010 (en Australie). L'album comprend des apparitions de plusieurs chanteurs invités, notamment Oli Sykes de Bring Me the Horizon sur la chanson If You Don't Know Now You Know.
À l'automne 2011, Deez Nuts se rend aux États-Unis pour assurer la première partie de Bring Me the Horizon. Parkway Drive, Architects, On Broken Wings et Of Legends ont tous joué sur la tournée. En mars 2014, le bassiste Jon Green décide de quitter Deez Nuts pour se concentrer sur sa vie personnelle. Il est remplacé par Sean Kennedy, qui est l'un des membres originaux du groupe ainsi qu'un membre de longue date de I Killed the Prom Queen aux côtés de JJ Peters.
Le bassiste Sean Kennedy se suicide à l'âge de 35 ans en février 2021.

## Discographie

### Albums studio
- 2008 : Stay True
- 2010 : This One's for You
- 2013 : Bout it!
- 2015 : World is Bond
- 2017 : Binge and Purgatory

### EP
- 2007 : Rap Your Hood